# Нерен (Мозел)
Нерен (њем. Nehren) општина је у њемачкој савезној држави Рајна-Палатинат. Једно је од 92 општинска средишта округа Кохем-Цел. Према процјени из 2010. у општини је живјело 106 становника. Посједује регионалну шифру (AGS) 7135069.

## Географски и демографски подаци
Нерен се налази у савезној држави Рајна-Палатинат у округу Кохем-Цел. Општина се налази на надморској висини од 91 метра. Површина општине износи 0,8 km². У самом мјесту је, према процјени из 2010. године, живјело 106 становника. Просјечна густина становништва износи 139 становника/km².